# Liste der Basketball-Europapokalsieger der Männer
Die Liste der Basketball-Europapokalsieger der Männer enthält alle europäischen Basketballvereine, die bisher mindestens einmal einen der von der FIBA Europa, einer Unterorganisation des Weltverbandes FIBA oder der ULEB, gewinnen konnten.
Zu diesen Turnieren zählen alle seit 1958 organisierten Europapokalwettbewerbe – die EuroLeague (bis 2000 FIBA Europapokal der Landesmeister bzw. FIBA Suproleague 2001), den FIBA Europapokal der Pokalsieger (1998 bis 2002 Saporta-Cup), den Korać-Cup, den EuroCup, die EuroChallenge (2003 bis 2007 FIBA EuroCup Challenge) sowie die Basketball Champions League (seit 2016) gewannen.
Es werden in der erstgenannten Liste alle Sieger aufgeführt. Eine weitere Liste nennt alle Vereine mit der jeweiligen Gesamtzahl der Siege sowie die Zahl der Siege bei den einzelnen Turnieren und eine dritte Liste gibt die Länderwertung wieder.

## Namensentwicklung der Pokalwettbewerbe
| Verband | 1957–65                       | 1966–71                       | 1971–91                       | 1991–96                       | 1996–98                       | 1998–2000                     | 2000–01     | 2001–02     | 2002–03              | 2003–05       | 2005–07           | 2007–08    | 2008–15       | 2015–16                     | 2016–      |
| ------- | ----------------------------- | ----------------------------- | ----------------------------- | ----------------------------- | ----------------------------- | ----------------------------- | ----------- | ----------- | -------------------- | ------------- | ----------------- | ---------- | ------------- | --------------------------- | ---------- |
| FIBA    | Europapokal der Landesmeister | Europapokal der Landesmeister | Europapokal der Landesmeister | Europapokal der Landesmeister | Europapokal der Landesmeister | Europapokal der Landesmeister | Suproleague |             |                      |               |                   |            |               |                             |            |
| FIBA    |                               | Europapokal der Pokalsieger   | Europapokal der Pokalsieger   | Europacup                     | Eurocup                       | Saporta Cup                   | Saporta Cup | Saporta Cup |                      |               |                   |            |               |                             |            |
| FIBA    |                               | Korać-Cup                     |                               |                               |                               |                               |             |             |                      |               |                   |            |               |                             |            |
| FIBA    |                               |                               |                               |                               |                               |                               |             |             | Europe Champions Cup | Europe Cup    | EuroCup Challenge |            |               |                             |            |
| FIBA    |                               |                               |                               |                               |                               |                               |             |             |                      | Europe League | EuroCup           | EuroCup    | EuroChallenge |                             |            |
| FIBA    |                               |                               |                               |                               |                               |                               |             |             |                      |               |                   |            | Europe Cup    |                             |            |
| FIBA    |                               |                               |                               |                               |                               |                               |             |             |                      |               |                   |            |               | Basketball Champions League |            |
| ULEB    |                               |                               |                               |                               |                               |                               | EuroLeague  | EuroLeague  | EuroLeague           | EuroLeague    | EuroLeague        | EuroLeague | EuroLeague    | EuroLeague                  | EuroLeague |
| ULEB    |                               |                               |                               |                               |                               |                               |             |             | ULEB Cup             | ULEB Cup      | ULEB Cup          | ULEB Cup   | EuroCup       | EuroCup                     | EuroCup    |

## Liste der Basketball-Europapokalsieger
|        | FIBA                                       | FIBA                                      | FIBA                 | FIBA                                          | FIBA                                  | FIBA                  | FIBA                        | ULEB                | ULEB                       |
| Saison | Europapokal der Landesmeister, Suproleague | Europapokal der Pokalsieger, Saporta Cup1 | Korać-Cup            | Champions Cup, Europe Cup, EuroCup Challenge1 | Europe League, EuroCup EuroChallenge1 | FIBA Europe Cup       | Basketball Champions League | EuroLeague          | ULEB Cup, EuroCup1         |
| 1958   | ASK Riga                                   | –                                         | –                    | –                                             | –                                     | –                     | –                           | –                   | –                          |
| 1959   | ASK Riga                                   | –                                         | –                    | –                                             | –                                     | –                     | –                           | –                   | –                          |
| 1960   | ASK Riga                                   | –                                         | –                    | –                                             | –                                     | –                     | –                           | –                   | –                          |
| 1961   | ZSKA Moskau                                | –                                         | –                    | –                                             | –                                     | –                     | –                           | –                   | –                          |
| 1962   | BK Dinamo Tiflis                           | –                                         | –                    | –                                             | –                                     | –                     | –                           | –                   | –                          |
| 1963   | ZSKA Moskau                                | –                                         | –                    | –                                             | –                                     | –                     | –                           | –                   | –                          |
| 1964   | Real Madrid                                | –                                         | –                    | –                                             | –                                     | –                     | –                           | –                   | –                          |
| 1965   | Real Madrid                                | –                                         | –                    | –                                             | –                                     | –                     | –                           | –                   | –                          |
| 1966   | Simenthal Milan                            | –                                         | –                    | –                                             | –                                     | –                     | –                           | –                   | –                          |
| 1967   | Real Madrid                                | Ignis Varese                              | –                    | –                                             | –                                     | –                     | –                           | –                   | –                          |
| 1968   | Real Madrid                                | AEK Athen                                 | –                    | –                                             | –                                     | –                     | –                           | –                   | –                          |
| 1969   | ZSKA Moskau                                | Slavia Prag                               | –                    | –                                             | –                                     | –                     | –                           | –                   | –                          |
| 1970   | Ignis Varese                               | Partenope Napoli                          | –                    | –                                             | –                                     | –                     | –                           | –                   | –                          |
| 1971   | ZSKA Moskau                                | Simenthal Milan                           | –                    | –                                             | –                                     | –                     | –                           | –                   | –                          |
| 1972   | Ignis Varese                               | Simenthal Milan                           | Lokomotiva Zagreb    | –                                             | –                                     | –                     | –                           | –                   | –                          |
| 1973   | Ignis Varese                               | Spartak Sankt Petersburg                  | Birra Forst Cantù    | –                                             | –                                     | –                     | –                           | –                   | –                          |
| 1974   | Real Madrid                                | Roter Stern Belgrad                       | Birra Forst Cantù    | –                                             | –                                     | –                     | –                           | –                   | –                          |
| 1975   | Ignis Varese                               | Spartak Sankt Petersburg                  | Birra Forst Cantù    | –                                             | –                                     | –                     | –                           | –                   | –                          |
| 1976   | Mobilgirgi Varese                          | Cinzano Milan                             | Jugoplástika Split   | –                                             | –                                     | –                     | –                           | –                   | –                          |
| 1977   | Maccabi Tel Aviv                           | Birra Forst Cantù                         | Jugoplástika Split   | –                                             | –                                     | –                     | –                           | –                   | –                          |
| 1978   | Real Madrid                                | Gabetti Cantù                             | Partizan Belgrad     | –                                             | –                                     | –                     | –                           | –                   | –                          |
| 1979   | Bosna Sarajevo                             | Gabetti Cantù                             | Partizan Belgrad     | –                                             | –                                     | –                     | –                           | –                   | –                          |
| 1980   | Real Madrid                                | Emerson Varese                            | AMG Sebastiani Rieti | –                                             | –                                     | –                     | –                           | –                   | –                          |
| 1981   | Maccabi Tel Aviv                           | Squibb Cantù                              | Joventut de Badalona | –                                             | –                                     | –                     | –                           | –                   | –                          |
| 1982   | Squibb Cantù                               | Cibona Zagreb                             | CSP Limoges          | –                                             | –                                     | –                     | –                           | –                   | –                          |
| 1983   | Ford Cantù                                 | Scavolini Pesaro                          | CSP Limoges          | –                                             | –                                     | –                     | –                           | –                   | –                          |
| 1984   | Virtus Roma                                | Real Madrid                               | Orthez               | –                                             | –                                     | –                     | –                           | –                   | –                          |
| 1985   | Cibona Zagreb                              | FC Barcelona                              | Simac Milan          | –                                             | –                                     | –                     | –                           | –                   | –                          |
| 1986   | Cibona Zagreb                              | FC Barcelona                              | Banco Roma           | –                                             | –                                     | –                     | –                           | –                   | –                          |
| 1987   | Tracer Milano                              | Cibona Zagreb                             | FC Barcelona         | –                                             | –                                     | –                     | –                           | –                   | –                          |
| 1988   | Philips Milano                             | CSP Limoges                               | Real Madrid          | –                                             | –                                     | –                     | –                           | –                   | –                          |
| 1989   | Jugoplástika Split                         | Real Madrid                               | Partizan Belgrad     | –                                             | –                                     | –                     | –                           | –                   | –                          |
| 1990   | Jugoplástika Split                         | Knorr Bologna                             | Joventut de Badalona | –                                             | –                                     | –                     | –                           | –                   | –                          |
| 1991   | Pop 84 Split                               | PAOK Thessaloniki                         | Shampoo Clear Cantù  | –                                             | –                                     | –                     | –                           | –                   | –                          |
| 1992   | Partizan Belgrad                           | Real Madrid                               | Messaggero Roma      | –                                             | –                                     | –                     | –                           | –                   | –                          |
| 1993   | CSP Limoges                                | Aris Thessaloniki                         | Philips Milano       | –                                             | –                                     | –                     | –                           | –                   | –                          |
| 1994   | Joventut de Badalona                       | Olimpija Ljubljana                        | PAOK Thessaloniki    | –                                             | –                                     | –                     | –                           | –                   | –                          |
| 1995   | Real Madrid                                | Benetton Treviso                          | ALBA Berlin          | –                                             | –                                     | –                     | –                           | –                   | –                          |
| 1996   | Panathinaikos Athen                        | Taugrés Vitoria                           | Efes Pilsen          | –                                             | –                                     | –                     | –                           | –                   | –                          |
| 1997   | Olympiakos Piräus                          | Real Madrid                               | Aris Thessaloniki    | –                                             | –                                     | –                     | –                           | –                   | –                          |
| 1998   | Kinder Bologna                             | Žalgiris Kaunas                           | Riello Mash Verona   | –                                             | –                                     | –                     | –                           | –                   | –                          |
| 1999   | Žalgiris Kaunas                            | Benetton Treviso                          | FC Barcelona         | –                                             | –                                     | –                     | –                           | –                   | –                          |
| 2000   | Panathinaikos Athen                        | AEK Athen                                 | CSP Limoges          | –                                             | –                                     | –                     | –                           | –                   | –                          |
| 2001   | Maccabi Tel Aviv                           | GS Marousi                                | Unicaja Málaga       | –                                             | –                                     | –                     | –                           | Kinder Bologna      | –                          |
| 2002   | –                                          | Montepaschi Siena                         | Nancy Basket         | –                                             | –                                     | –                     | –                           | Panathinaikos Athen | –                          |
| 2003   | –                                          | –                                         | –                    | Aris Thessaloniki                             | –                                     | –                     | –                           | FC Barcelona        | Pamesa Valencia            |
| 2004   | –                                          | –                                         | –                    | Mitteldeutscher BC                            | UNICS Kasan                           | –                     | –                           | Maccabi Tel Aviv    | Hapoel Jerusalem           |
| 2005   | –                                          | –                                         | –                    | CSU Asesoft Ploiești                          | BK Dynamo Sankt Petersburg            | –                     | –                           | Maccabi Tel Aviv    | Lietuvos Rytas             |
| 2006   | –                                          | –                                         | –                    | Ural Great Perm                               | DKV Joventut                          | –                     | –                           | ZSKA Moskau         | Dynamo Moskau              |
| 2007   | –                                          | –                                         | –                    | ZSK WWS Samara                                | Akasvayu Girona                       | –                     | –                           | Panathinaikos Athen | Real Madrid                |
| 2008   | –                                          | –                                         | –                    | –                                             | BK Barons Rīga                        | –                     | –                           | ZSKA Moskau         | DKV Joventut               |
| 2009   | –                                          | –                                         | –                    | –                                             | BolognaFiere                          | –                     | –                           | Panathinaikos Athen | Lietuvos Rytas             |
| 2010   | –                                          | –                                         | –                    | –                                             | BG 74 Göttingen                       | –                     | –                           | FC Barcelona        | Power Electronics Valencia |
| 2011   | –                                          | –                                         | –                    | –                                             | KK Krka Novo mesto                    | –                     | –                           | Panathinaikos Athen | UNICS Kasan                |
| 2012   | –                                          | –                                         | –                    | –                                             | Beşiktaş Milangaz                     | –                     | –                           | Olympiakos Piräus   | BK Chimki                  |
| 2013   | –                                          | –                                         | –                    | –                                             | Krasnye Krylja                        | –                     | –                           | Olympiakos Piräus   | Lokomotive Kuban           |
| 2014   | –                                          | –                                         | –                    | –                                             | Grissin Bon Reggio Emilia             | –                     | –                           | Maccabi Tel Aviv    | Valencia BC                |
| 2015   | –                                          | –                                         | –                    | –                                             | JSF Nanterre                          | –                     | –                           | Real Madrid         | BK Chimki                  |
| 2016   | –                                          | –                                         | –                    | –                                             | –                                     | Fraport Skyliners     | –                           | ZSKA Moskau         | Galatasaray Istanbul       |
| 2017   | –                                          | –                                         | –                    | –                                             | –                                     | Nanterre 92           | Iberostar Teneriffa         | Fenerbahçe Istanbul | Unicaja Málaga             |
| 2018   | –                                          | –                                         | –                    | –                                             | –                                     | Reyer Venezia Mestre  | AEK Athen                   | Real Madrid         | Darüşşafaka SK Istanbul    |
| 2019   | –                                          | –                                         | –                    | –                                             | –                                     | Dinamo Basket Sassari | Virtus Segafredo Bologna    | ZSKA Moskau         | Valencia BC                |
| 2020   | –                                          | –                                         | –                    | –                                             | –                                     | – Abbruch –           | San Pablo Burgos            | – Abbruch –         | – Abbruch –                |
| 2021   | –                                          | –                                         | –                    | –                                             | –                                     | Ironi Nes Ziona       | San Pablo Burgos            | Anadolu Efes        | AS Monaco                  |
| 2022   | –                                          | –                                         | –                    | –                                             | –                                     | Baçeşehir Koleji      | Lenovo Teneriffa            | Anadolu Efes        | Virtus Segafredo Bologna   |
| 2023   | –                                          | –                                         | –                    | –                                             | –                                     | Anwil Włocławek       | Telekom Baskets Bonn        | Real Madrid         | Gran Canaria               |
| 2024   | –                                          | –                                         | –                    | –                                             | –                                     | Niners Chemnitz       | Unicaja Málaga              | Panathinaikos Athen | Paris Basketball           |

Anmerkung: 1 Wettbewerb wurde während seines Bestehens umbenannt

## Liste der Europapokalsieger nach Nationen
| Nation                              | FIBA Europapokal der Landesmeister, FIBA Suproleague | FIBA Europapokal der Pokalsieger, FIBA Saporta-Cup | Korać-Cup | Basketball CL | FIBA Champions Cup, FIBA Europe Cup, FIBA EuroCup Challenge | FIBA Europe League, FIBA EuroCup EuroChallenge | FIBA Europe Cup | ULEB Euroleague | ULEB Cup, ULEB Eurocup | Gesamt |
| ----------------------------------- | ---------------------------------------------------- | -------------------------------------------------- | --------- | ------------- | ----------------------------------------------------------- | ---------------------------------------------- | --------------- | --------------- | ---------------------- | ------ |
| Italien                             | 12                                                   | 15                                                 | 10        | 1             | –                                                           | 2                                              | 2               | 1               | 1                      | 44     |
| Spanien                             | 9                                                    | 7                                                  | 6         | 5             | –                                                           | 2                                              | –               | 5               | 8                      | 42     |
| Sowjetunion Russland                | 8                                                    | 2                                                  | –         | –             | 2                                                           | 3                                              | –               | 4               | 5                      | 24     |
| Griechenland                        | 3                                                    | 5                                                  | 2         | 1             | 1                                                           | –                                              | –               | 7               | –                      | 19     |
| Jugoslawien, Serbien und Montenegro | 7                                                    | 3                                                  | 6         | –             | –                                                           | –                                              | –               | –               | –                      | 16     |
| Frankreich                          | 1                                                    | 1                                                  | 5         | –             | –                                                           | 1                                              | 1               | –               | 2                      | 11     |
| Israel                              | 3                                                    | –                                                  | –         | –             | –                                                           | –                                              | 1               | 3               | 1                      | 8      |
| Türkei                              | –                                                    | –                                                  | 1         | –             | –                                                           | 1                                              | 1               | 3               | 2                      | 8      |
| Deutschland                         | –                                                    | –                                                  | 1         | 1             | 2                                                           | 1                                              | 1               | –               | –                      | 6      |
| Litauen                             | 1                                                    | 1                                                  | –         | –             | –                                                           | –                                              | –               | –               | 2                      | 4      |
| Slowenien                           | –                                                    | 1                                                  | –         | –             | –                                                           | 1                                              | –               | –               | –                      | 2      |
| Lettland                            | –                                                    | –                                                  | –         | –             | –                                                           | 1                                              | –               | –               | –                      | 1      |
| Rumänien                            | –                                                    | –                                                  | –         | –             | 1                                                           | –                                              | –               | –               | –                      | 1      |
| Tschechoslowakei                    | –                                                    | 1                                                  | –         | –             | –                                                           | –                                              | –               | –               | –                      | 1      |
| Polen                               | –                                                    | –                                                  | –         | –             | –                                                           | 1                                              | –               | –               | –                      | 1      |